# Natriumpropionaat
Natriumpropionaat is het natriumzout van propionzuur, met als brutoformule C3H5NaO2. De stof komt voor als een wit, hygroscopisch kristallijn poeder. Het is goed oplosbaar in water en matig tot goed oplosbaar in ethanol (ca. 4,1 g/100 mL). Natriumpropionaat wordt gebruikt als conserveermiddel en draagt het nummer E281.

## Toxicologie en veiligheid
De stof ontleedt bij verhitting met vorming van giftige en corrosieve dampen (natriumoxide). De oplossing in water is een zwakke base.
Natriumpropionaat is irriterend voor de ogen en de luchtwegen.